# Javier Cansado
Javier Cansado   (Madrid, 18 de setembre de 1957), nom artístic d'Ángel Javier Pozuelo Gómez, és un humorista i locutor de ràdio espanyol, membre del duo humorístic Faemino y Cansado.

## Biografia
Javier Cansado nasqué a Madrid, al barri de Carabanchel, i forma parella humorística amb el seu amic Juan Carlos Aroyo Urbina (Carlos Faemino). Posteriorment comença a compaginar les actuacions dins del duo amb projectes personals, amb aparicions en radio, televisió i cinema.

## Faemino y Cansado
Amb Faemino comença a actuar en el Parc del Retiro de Madrid, lloc famós per les actuacions espontànies de diversos artistes que s'hi citaven. Van actuar en aquest escenari durant prop de quatre anys, arribant a oferir espectacles de més de dues hores de durada. Se'ls va conèixer al principi com "Los del mono rojo", (encara que el seu veritable nom artístic era Tato i Kiko), per l'abillament que portaven en aquells dies. Més endavant es van batejar com "Los hermanos Benítez". Finalment, al final d'aquesta època es van passar a dir-se Faemino y Cansado.
En l'època final van començar a compaginar les actuacions del Retir amb espectacles en bars de la perifèria de Madrid. D'aquí van donar el salt a teatres. Amb l'augment de la seva popularitat van acabar apareixent en televisió.
Van començar en televisió als programes infantils La bola de cristal i Cajón Desastre. Posteriorment van realitzar una sèrie de 16 programes propis d'aproximadament mitja hora de durada: El orgullo del tercer mundo, emesos a TVE 2. També van fer aparicions esporàdiques en programes de varietats com Tutti Frutti, Pero esto que es? o Vip Noche.

## Carrera en Solitari
Fos del duo comença a treballar en la ràdio amb un programa en M-80, anomenat El Chispazo. Posteriorment col·labora en La Ventana, programa de la Cadena SER dirigit per Gemma Nierga, on segueix treballant i acaba tenint un programa propi anomenat De nueve a nueve y media.
Ha escrit el llibre Cómo acabar con los libros de cómo publicat per AEPI el 1992 dins la col·lecció Obra Guasa, firmant com a Rudy Cansado.
En cinema ha aparegut a Airbag i Torrente, el brazo tonto de la ley.
A televisió col·labora al programa de La Sexta El intermedio i al programa de TVE Yo estuve allí.
També participa, amb Javier Coronas i Pepe Colubi, a Ilustres Ignorantes programa que emet (Canal Plus) des de novembre de 2008.